# دونکورت-لس-کونفلانس
دونکورت-لس-کونفلانس (به فرانسوی: Doncourt-lès-Conflans) یک کامین در فرانسه است که در Canton of Conflans-en-Jarnisy واقع شده‌است.

## خصوصیات
دونکورت-لس-کونفلانس ۷٫۳۴ کیلومترمربع مساحت و ۹۶۱ نفر جمعیت دارد و ۲۴۶ متر بالاتر از سطح دریا واقع شده‌است.